# Idy Hegnauer
Idy Hegnauer, née le 12 septembre 1909 et morte le 19 novembre 2006, est une infirmière suisse et militante pour la paix, qui travaillait pour le Service civil international.

## Biographie
Idy Hegnauer est né à Obfelden, en Suisse. Elle était la fille de Jakob Häberling, qui travaillait comme menuisier, et de Marie. Hegnauer était une quakeresse. Elle est décédée en 2006 à Affoltern am Albis, en Suisse.

## Carrière
Pendant la guerre civile espagnole, Idy Hegnauer s'est enrôlée dans le Service civil international (SCI) et a travaillé à Valence. En Espagne, elle a rencontré son futur mari, Ralph Hegnauer, également impliqué dans le SCI.
Après la Seconde Guerre mondiale, Hegnauer a travaillé avec l'American Friends Service Committee pendant le conflit israélo-palestinien . Elle a aidé les villageois de Tur'an, en Israël, en leur fournissant une assistance médicale,.
En 1960, elle a fait une présentation sur les réfugiés algériens en Tunisie, alors qu'elle travaillait dans le pays pendant la guerre d'Algérie,. Idy Hegnauer a contribué à lever 900 000 francs suisses pour le SCI.
Après la Seconde Guerre mondiale, Idy Hegnauer a également travaillé en Grèce, en Inde, en Autriche et en Yougoslavie,. De 1980 à 1984, elle a travaillé dans un hôpital pour enfants à Affoltern am Albis, en Suisse.